# Bandiera del Regno delle Due Sicilie
La bandiera del regno delle Due Sicilie ebbe tre incarnazioni. La prima fu adottata dal 1816 al 1848, come simbolo del Regno di Napoli, e poi dal 1849 al 1860, e consisteva nello stemma dei Borbone di Napoli in campo bianco, colore della dinastia.
La prima vera e propria bandiera del regno delle Due Sicilie però fu creata sotto il governo di Gioacchino Murat, a seguito dello statuto di Baiona, quando per la prima volta in una costituzione, e nella diplomazia internazionale, veniva ufficialmente sancita la nascita dello stato delle Due Sicilie, secondo la denominazione che precedentemente era stata adottata da Alfonso V d'Aragona per contrassegnare l'unione delle corone di Sicilia (Napoli) e Trinacria in un unico stato. La bandiera del Murat consisteva nel nuovo stemma delle Due Sicilie entro una cornice rettangolare che riprendeva i colori degli Altavilla, re di Sicilia e detentori della legazia pontificia in Sicilia, e quindi del potere religioso, oltre che di quello politico e militare.
La seconda bandiera, adottata nel 1848 in occasione della prima guerra di indipendenza e abbandonata nel 1849, era la bandiera precedente ornata di un bordo rosso ed uno verde, assieme al bianco i colori italiani. La terza e ultima bandiera, adottata nel 1860 per decisione di Francesco II e usata fino alla caduta del Regno, era il tricolore italiano caricato dell'emblema reale. Quest'ultima bandiera fu quella utilizzata dai borbonici all'assedio di Gaeta. Fulco Salvatore Ruffo di Calabria, IX principe di Scilla, uno dei membri della corte di Francesco II in esilio, in una lettera al generale spagnolo José Borjes, inviato nell'Italia meridionale per guadagnare alla causa legittimista il brigantaggio, gli raccomandò l'uso della bandiera tricolore:
Se la bandiera bianca ha maggiore influenza sulle masse, voi potrete adottarla, mettendovi i nastri tricolori. Voi sapete che magnifica missione avrà Francesco II di risollevare la vera Italia, e di essere per eccellenza il re italiano e liberale nel buon senso.
I colori italiani furono insozzati dalla rivoluzione. Francesco II li purificherà forse.»

## Galleria delle bandiere

Bandiera di stato e navale borbonica (1816 - 3 aprile 1848 e 19 marzo 1849 - 25 giugno 1860)
Bandiera di stato e navale borbonica (3 aprile 1848 - 19 marzo 1849)
Bandiera di stato e navale borbonica (25 giugno 1860 - 20 marzo 1861)
Bandiera reale (1829 – 20 marzo 1861)